# Банков, Калин
Калин Банков (12 мая 1965, София) — болгарский футболист, защитник. Выступал за сборную Болгарии.

## Карьера

### Клубная карьера
Банков выступал на родине за клубы «Левски 1914 София», «Этыр Велико-Тырново», «Славия София», «ЦСКА София» и «Минёр Перник».
В 1998 году Банков переехал в США и провёл сезон в клубе Эй-лиги «Нэшвилл Метрос».
14 января 1999 года Банков подписал однолетний контракт с опцией продления ещё на один год с клубом «Миннесота Тандер». По итогам сезона 1999 был включён в первую символическую сборную Эй-лиги.
1 марта 2000 года Банков подписал контракт с клубом MLS «Тампа-Бэй Мьютини». В высшей лиге США дебютировал 18 марта 2000 года в матче стартового тура сезона против «Коламбус Крю», в котором вышел на замену на 75-й минуте вместо Джоша Келлера и на 78-й минуте отдал голевую передачу на Рауля Диаса Арсе. 15 апреля 2000 года в матче против «Колорадо Рэпидз» забил свой первый гол в MLS, замкнув ударом головой подачу с углового от Эрика Куилла. 8 февраля 2001 года «Мьютини» отчислил Банкова, чтобы освободить место иностранного игрока для тринидадца Крейга Деммина. В начале марта 2001 года Банков получил грин-карту, что дало ему возможность в MLS не считаться иностранным игроком, и 10 апреля 2001 года «Тампа-Бэй» вернул его из списка отказов. 21 апреля 2001 года он отыграл первый тайм матча против «Нью-Йорк — Нью-Джерси Метростарз», но 2 мая 2001 года «Тампа-Бэй Мьютини» вновь отчислил его.
7 мая 2001 года Банков вернулся в «Миннесота Тандер». 27 июня 2001 года сыграл за «Чикаго Файр» в матче второго раунда Открытого кубка США против «Сан-Диего Флэш», в котором вышел на замену во втором тайме вместо Димы Коваленко. 6 августа 2001 года Банков перешёл в «Рочестер Рейджинг Райнос» в обмен на нераскрытую сумму и пик первого раунда драфта Эй-лиги 2002.

### Международная карьера
За сборную Болгарии Банков дебютировал 23 августа 1989 года в товарищеском матче со сборной ГДР. 11 октября 1989 года в матче квалификации чемпионата мира 1990 против сборной Греции забил свой первый гол за сборную Болгарии. Всего за сборную сыграл семь матчей и забил один гол.
В составе сборной Болгарии до 21 года Банков принял участие в молодёжном чемпионате Европы 1990.

## Достижения
Командные
 «Левски София»
- Чемпион Болгарии: 1984/85, 1992/93
- Обладатель Кубка Болгарии: 1985/86, 1991/92

 «Миннесота Тандер»
- Чемпион Эй-лиги[англ.]: 1999

Личные
- Член первой символической сборной Эй-лиги[англ.]: 1999